# Northern Ranger
Die Northern Ranger ist eine kanadische Fähre. Das Schiff wurde für den Fährverkehr entlang der Küste der Provinz Neufundland und Labrador gebaut und 1986 in Dienst gestellt.

## Geschichte
Das Schiff wurde unter der Baunummer 75 auf der Werft Port Weller Dry Docks in St. Catharines in Kanada für das Ministry of Transport of Newfoundland gebaut. Die Kiellegung fand am 9. November 1985 statt. Die Fertigstellung erfolgte am 31. Oktober 1986.
Die Northern Ranger ersetzte die 1956 gebaute Bonavista. Sie wurde zunächst zwischen Lewisporte auf der Insel Neufundland und Nain im Nordosten von Labrador eingesetzt. Zeitweise verkehrte sie auch zwischen den Orten Port aux Basques und Terrenceville auf Neufundland. Später wurde das Schiff auf die Route entlang der Nordostküste Labradors verlegt und verkehrte in der Woche zwischen Happy Valley-Goose Bay und Rigolet, Makkovik, Postville, Hopedale, Natuashish und Nain sowie am Wochenende zwischen Happy Valley-Goose Bay und Rigolet, Cartwright und Black Tickle. Für den Betrieb des Schiffes zeichnete Nunatsiavut Marine verantwortlich.
Die Fähre wurde zum Ende der Saison 2018 außer Dienst gestellt. Seit 2019 verkehrt die von Labrador Marine betriebene Doppelendfähre Kamutik W auf der Fährverbindung zwischen Happy Valley-Goose Bay und Nain.
2019 kaufte die Mushuau Innu First Nation das Schiff, um es im Sommerhalbjahr für die Versorgung ihres Siedlungsgebietes um die Ortschaft Natuashish zu nutzen. Das Schiff wird von Canship Ugland in St. John’s bereedert.

## Technische Daten und Ausstattung
Das Schiff wird von einem MAN-B&W-Dieselmotor des Typs 8L28/32 mit 1583 kW Leistung angetrieben. Der Motor wirkt über ein Untersetzungsgetriebe auf einen Propeller. Das Schiff ist mit einem Bugstrahlruder ausgestattet.
Das Schiff ist mit einer geschlossenen Brücke ausgestattet, die sich im vorderen Bereich der Decksaufbauten auf dem obersten Deck befindet. Vor den Decksaufbauten befindet sich ein mit einem Faltlukendeckel verschlossener Laderaum, in dem rund 100 t Ladung befördert werden können. Für den Ladungsumschlag ist im Vorschiffsbereich ein Kran installiert. Ein weiterer Kran befindet sich im hinteren Bereich des Schiffes auf den Decksaufbauten.
Der Rumpf des Schiffes ist eisverstärkt (Eisklasse 1A Super).